# Ley de Educación Ambiental Integral
La Ley de Educación Ambiental Integral N° 27621 es una Ley de la República Argentina que establece el derecho a la educación ambiental integral como una política pública nacional con el objetivo de promover la educación ambiental e incorporar los nuevos paradigmas de la sostenibilidad a los ámbitos de la educación formal, no formal e informal.
Es transversal y subsidiaria a los 17 Objetivos de la Agenda 2030 de Desarrollo Sostenible propuestos por Naciones Unidas a la que suscribe Argentina en 2015, centrada en este caso en el Objetivo 4 “Educación de Calidad” que establece en su meta 4.7 que los países deben “asegurar que todos los alumnos adquieran los conocimientos técnicos y prácticos necesarios para promover el desarrollo sostenible”. 
El Ministerio de Ambiente y Desarrollo Sostenible y el Ministerio de Educación, junto con el consenso de las provincias a través del Consejo Federal de Medio Ambiente, fueron los organismos que diseñaron la Ley de Educación Ambiental, sancionada el 13 de mayo de 2021.

## Normativas de base
La Ley de Educación Ambiental se basa en tres normativas preexistentes:
1. Constitución Nacional Argentina, que establece en el Artículo 41° que “las autoridades deberán garantizar la información y educación ambientales”.
2. Ley General del Ambiente que estable como objetivo en el Artículo 2°: la promoción de “cambios que posibiliten el desarrollo sustentable, a través de una educación ambiental”.
3. Ley de Educación Nacional establece en el  Artículo 89° que se dispondrán “medidas necesarias para proveer la educación ambiental en todos los niveles y modalidades del Sistema Educativo Nacional”.

## Estrategias de implementación
Esta Ley tiene como principales instrumentos de implementación: la Estrategia Nacional de Educación Ambiental Integral (ENEAI) y de las Estrategias Jurisdiccionales de Educación Ambiental Integral (EJEAI): Con los objetivos de implementar la enseñanza en los diferentes niveles y modalidades educativas como en otros ámbitos de importancia; elaborar y diseñar políticas nacionales y orientar políticas jurisdiccionales; alcanzar la más amplia cobertura territorial, social y sectorial a nivel nacional y generar consensos sociales sobre los cuales establecer acuerdos temáticos y prioridades.
También contempla estrategias y acciones de educación ambiental integral en el ámbito de las universidades (Artículo 2º), ampliándose a adecuaciones edilicias y a áreas de investigación para el abordaje de las problemáticas ambientales. 
Así mismo, se complementa con la Ley Yolanda para la formación de los funcionarios públicos en educación ambiental.

### Financiamiento
Para la aplicación de la presente ley se asignará una partida anual a través de la Ley de Presupuesto General de la Administración Nacional.